# 泰安郡
泰安郡（：／ Taean gun */?）是大韓民國忠清南道西側的一個郡，以景色優美聞名於韓國。泰安郡的國家公園在韓國很有名，當中包括多個漂亮的海灘，如：萬里浦、夢山浦、戀浦、鶴岩浦等。

## 行政區劃
- 梨園面 (이원면)
- 遠北面 (원북면)
- 所遠面 (소원면)
- 近興面 (근흥면)
- 泰安邑 (태안읍)
- 南面 ()
- 安眠邑 (안면읍)
- 古南面 (고남면)

## 地理
泰安郡位於忠清南道道廳的所在地大田市的西北方181公里，位於首爾西南方的174公里，從泰安郡前往兩地都只需要一個半小時的車程，交通很方便。
泰安郡位於朝鮮半島的西海岸，位處於一個三面環海的泰安半島上，擁有長達530.80公里的海岸線，沿岸有30多個漂亮的海灘。在泰安郡的海域上，亦散布着大大小小約130個島，當中以安眠島最大。在1978年，政府在泰安郡設立一個面積達326.57平方公里的海岸國立公園－泰安海岸國立公園，是韓國唯一的海岸國立公園。海岸公園裡長有250多種不同種類的植物，配合三公里長的細白沙難，特別美麗。不少人專程到這裡來觀賞日落和海洋。

## 歷史
- 1973年7月1日：根據《大統領令第10050號》，泰安面昇格成為泰安邑[2]。
- 1989年1月1日：從瑞山郡所管轄的泰安邑·安眠邑·古南面·南面·近興面·所遠面·遠北面·梨原面設立泰安郡[3]。

## 旅遊
位於所遠面茅項里的萬里浦海水浴場是泰安郡的著名海灘，而海灘附近亦是重要的生蠔養殖場。在2007年12月初，一艘在香港註冊的中國運油輪河北精神號由於被駁船撞穿，造成泰安郡大面積的原油污染事件。由於當時正值生蠔的收成期，油污事件造成養蠔戶的嚴重損失。

## 友好城市
- 首爾瑞草區
- 首爾江西區
- 江原道東海市
- 京畿道水原市
- 庆尚南道固城郡
- 忠清北道堤川市
- 中国山东省泰安市

## 外部連結
- 泰安郡廳官方網站 
  - 上述網站的中文版 (機械翻譯)
- Galbijim wiki page on Taean County （页面存档备份，存于）